# أودمورتيا
أودمورتيا تشغل هذه الجمهورية السفوح الغربية من جبال أورال وهي جمهورية من الكيانات الفيدرالية الروسية، وتشترك بحدودها الجنوبية مع جمهورية تتاريا وهي أكثر المناطق الإسلامية امتدادا نحو الشمال في روسيا الأوروبية، وتبلغ مساحتها 42,100 كيلو متر، وسكانها في سنة 1402 هـ -1982 م(1,503,000) نسمة وعاصمتها مدينة إيجيفسك وسكانها 574,000 نسمة. أرض أدمورتيا جبلية في جملتها، وتنبع منها بعض روافد الفولجا ومناخها متطرف في برودته، وتنخفض درجة الحرارة في الشتاء إلى ما دون درجة الصفر، ويعتدل المناخ في فصل الصيف، والأمطار صيفية والزراعة والتعدين أهم مواردها.
وتقع جمهورية أودمورتيا في منطقة جبال الأورال بين نهري فياتكا وكاما. وعاش الأدمورتيون منذ قرون طويلة في قرى صغيرة داخل الغابات وبين الجبال. اما الآن فيعيش الكثير منهم في المدن، وتعتبر مدينة إيجيفسك عاصمة أودمورتيا أحد المراكز الصناعية الكبرى في روسيا.
وانضمت أودمورتيا إلى الأراضي الروسية بشكل نهائي في عام 1558 وتحول الأودمورتيون إلى المسيحية من دياناتهم الوثنية الأصلية ولكنهم تمكنوا من الحفاظ على لغتهم وثقافتهم وتطور آدابهم وشعرهم. كما اشتهروا بمطبخهم ويأتي عدد من الأطباق الروسية الشهيرة في الحقيقة من أودمورتيا.